# Gøsherredfrisisk
Gøsherredfrisisk (Hoorning) er en samlet betegnelse for tre nordfrisiske dialekter, der tales eller taltes i Nørre og Sønder Gøs Herreder ved Sydslesvigs vestkyst. Gøsherredfrisisk opdeles i det sydlige, det midterste og det nordlige Gøsherredfrisisk. Søndergøsherredfrisisk er allerede uddød, efter at de sidste to frisisk-talende personer døde omkring 1980 i Hatsted. Også de to andre varieteter er i fare for at uddø. Efter at Ejderstedfrisisk og Strandfrisisk allerede forsvandt i 1600- og 1700-tallet, er Mellemgøsherredfrisisk nu den sydligste nordfrisiske dialekt.
De to Gøsherreder var traditionelt et blandet område med både dansk- og frisiske-talende. Mens gesten var jysk præget, domineredes marsklandet af friserne.